# جاده ئی۷۲ اروپا
جاده ئی۷۲ اروپا (به انگلیسی: European route E72) یکی از جاده‌های اصلی قاره اروپا است و در کشور فرانسه قرار دارد.
این جاده که از شهر بوردو شروع شده، در شهر تولوز به پایان میرسد و ۲۴۲ کیلومتر مسافت دارد.